# Lacuna succinea
Lacuna succinea is een slakkensoort uit de familie van de Littorinidae. De wetenschappelijke naam van de soort is voor het eerst geldig gepubliceerd in 1953 door Berry.